# Brooklyn (film, 2015)
A Brooklyn 2015-ben bemutatott ír-brit-kanadai filmdráma, melyet John Crowley rendezett. A forgatókönyvet Nick Hornby írta, Colm Tóibín azonos című 2009-es regénye alapján. A főbb szerepekben Saoirse Ronan, Emory Cohen, Domhnall Gleeson, Jim Broadbent, és Julie Walters látható.
Az 1950-es évek elején játszódó film egy fiatal ír hölgy Brooklynba költözéséről szól, ahol szinte rögtön rátalál a szerelem. Amikor azonban, múltja és jövője keresztezi egymást választania kell két ország és két élet között.
A 2015-ös Sundance Filmfesztiválon mutatták be, a mozikban pedig 2015 novemberétől vetítették. Számos díjat és jelölést kapott, köztük három Oscar-jelölést is.

## Történet
1952-ben Eilis Lacey egy fiatal hölgy Enniscorthy-ból, egy dél-írországi kisvárosból. Hétvégente Miss Kelly boltjában dolgozik. Nővére, Rose rávette, hogy menjen el az Egyesült Államokba egy jobb és szebb jövő reményében. Elindul ám az úton szenved a tengeribetegség és ételmérgezés ártalmaitól, míg kabintársai ki nem zárják a mellékhelyiségből. A nő egy emelettel lejjebbről, aki mellesleg tapasztalt utazó segít neki, tanácsokkal látja el, támogatja és végig kíséri beilleszkedését Amerikába, Brooklynba.
Egy ír vendégházban lakik ahol minden este együtt vacsoráznak a többi lakóval. Emellett egy kisboltban dolgozik, viszont visszahúzódó és csendes amire munkáltatója hívja fel a figyelmét. Rose levelitől hamar honvágya támad. Meglátogatja egy katolikus pap Flood atya, aki lakhelyet ajánl munkájához és segít neki beiratkozni könyvelési óráira. Egy táncesten találkozik Tonyval, akivel rögtön egymásba szeretnek. Eilis egyre jobban érzi magát New Yorkban bár csak lassan haladva képes viszonozni a fiú érzéseit.
Flood atya tájékoztatja, hogy nővére hirtelen halált halt egy benne lappangó, leleplezetlen betegség miatt. Eilis az édesanyával folytatott beszélgetés után hazaindul. Tony javaslatára mielőtt elutazik titokban összeházasodnak. Visszatérve Írországba a család és a barátok nem támogatják amerikai élete folytatását. Legjobb barátnője esküvőjének időpontja is közeledik egy héttel tervezett (vissza)utazása után, de anyja már előre elfogadta a meghívást a nevében. Randizgatni kezd egy partiképes agglegénnyel, aki ráadásképpen még egy tekintélyes vagyon örököse is. Sürgősen munkába áll könyvelőként elfoglalva nővére helyét. Eilis kezdi úgy érezni most már Írországban is vár rá egy jövő, ami még nem létezett mikor elment, és kezd elszakadni Brooklyntól és Tonytól.
A későbbiekben találkozik előző munkáltatójával Miss Kellyvel, aki emlékezteti titkos házasságára, mire Eilis újra átéli a kisvárosok kényelmetlenségét ahol tényleg nem marad titokban semmi. Beszámol minderről édesanyjának majd a következő nap visszautazik Amerikába. A film Eilis és Tony találkozásával és boldog ölelésével ér véget.

## Szereplők
| Szerep           | Színész                 | Magyar hang       |
| ---------------- | ----------------------- | ----------------- |
| Eilis Lacey      | Saoirse Ronan           | Andrusko Marcella |
| Tony             | Emory Cohen             | Orosz Ákos        |
| Jim Farrell      | Domhnall Gleeson        | Welker Gábor      |
| Flood atya       | Jim Broadbent           | Fodor Tamás       |
| Mrs. Kehoe       | Julie Walters           | Andresz Kati      |
| Miss Kelly       | Bríd Brennan            | Egri Márta        |
| Georgina         | Eva Birthistle          | Pálmai Anna       |
| Rose             | Fiona Glascott          | Hay Anna          |
| Patty            | Emily Bett Rickards     | Eke Angéla        |
| Sheila           | Nora-Jane Noone         | Bozó Andrea       |
| Diana            | Eve Macklin             | Szilágyi Csenge   |
| Dolores          | Jenn Murray             | Csuha Bori        |
| Nancy            | Eileen O’Higgins        | Bartsch Kata      |
| Maurizio         | Michael Zegen           | Fülöp Áron        |
| Miss McAdam      | Mary O'Driscoll         | Homonnai Katalin  |
| Mr. Fiorello     | Paulino Nunes           | Takátsy Péter     |
| Mary             | Maeve McGrath           | Igó Éva           |
| Mrs. Byrne       | Aine Ni Mhuiri          | Kassai Ilona      |
| Mrs. Farrell     | Karen Ardiff            | Márton Eszter     |
| George Sheridan  | Peter Campion           | Géczi Zoltán      |
| Lány a hajón     | Mella Carron            | Mórocz Adrienn    |
| Mrs. Fiorello    | Ellen David             | Bertalan Ágnes    |
| Laurenzio        | Christian de la Cortina | Jakab Márk        |
| Frankie Fiorello | James DiGiacomo         | Pál Dániel Máté   |
| Mr. Rosenblum    | Alain Goulem            | Elek Ferenc       |
| Mr. Farrell      | Gary Lydon              | Kardos Róbert     |
| Dorothy          | Samantha Munro          | Tarr Judit        |

## Forgatás
A filmet 2014. április 1-jén kezdték forgatni Írország különböző részein, a munkálatok három hétig folytak. Majd a felvételek Montrealban és Quebecben folytatódtak további négy héten át. Emellett még két napot töltöttek New Yorkban, Coney Island-en.